# Sourcier
Un sourcier est une personne qui prétend pouvoir détecter de l'eau souterraine au moyen d'une baguette ou d'un pendule. Cependant, ce pouvoir des sourciers n'a jamais pu être démontré scientifiquement. Au contraire, des expériences réalisées dans des conditions rigoureuses, dites en double aveugle, ont démontré l'incapacité des sourciers à faire mieux qu'un choix au hasard,,.

## Histoire et usage
Dans l'Antiquité, la baguette est utilisée comme moyen de divination pour interroger les dieux ; son usage pour trouver de l'eau ou des métaux remonte au XVe siècle en Allemagne (du moins en ce qui concerne l'Europe). Les alchimistes attribuent à cette pratique des vertus magiques ; en 1517, Luther la condamne. Au XVIIe siècle, Martine de Bertereau et Jean du Châtelet, baron de Beausoleil, utilisent des baguettes de sourcier pour trouver des mines en Europe, puis ils popularisent son usage pour trouver de l'eau souterraine. L'utilisation du pendule pour trouver des sources ou des mines date de la fin du XVIIe siècle.
L'usage se répand en Europe aux XVIIIe et XIXe siècles, puis il se raréfie au XXe siècle.
Disposer d'un puits était jadis la meilleure façon de se procurer l'eau (potable ou non) dont on avait besoin, et les seules méthodes pour justifier l'emplacement d'un puits étaient alors l'approche scientifique, rare, et le sourcier.
Des sourciers auraient été utilisés par l'armée française et allemande pour détecter des galeries, des caches et des mines pendant la guerre de 14/18 ; Les résultats ont été publiés[Quand ?] par Armand Viré directeur de laboratoire au muséum d'histoire naturelle, Henri Mager et l'abbé Alexis-Timothée Bouly.[précision nécessaire]
Selon Thierry Gautier chaque département français ou presque eut son ou ses sourciers. La profession se raréfia à mesure que s'étendait le réseau d'eau courante, il subsiste quelques sourciers en France.

### Le sourcier dans le contexte religieux
- 1326 - Le pape Jean XXII condamne la divination à l'aide d'un pendule.
- 1517 - Luther inclut l'usage de la baguette dans la liste des actions qui vont à l'encontre du 1er commandement.
- 1701 - Les divers ouvrages prônant l'usage de la baguette seront mis à l'index par un décret du Tribunal de l'Inquisition de Rome.

- Le Jésuite Athanasius Kircher dans Mundus subterraneus Amsterdam 1665 et 1678 et dans le Traité de philosophie occulte Paris 1750, déclare que la baguette permet de découvrir les eaux souterraines.
- Le père Jean-François publie à Rennes en 1655 un Traité de la science des eaux
- Le père Dechales dans le Traité des sources naturelles et Mundus mathematicus, affirme qu'il n'y a pas de méthode comparable à la baguette pour découvrir les eaux
- L'Abbé de Vallemont : la Physique occulte ou traité de la baguette divinatoire, Paris 1693. Il décrit la baguette et ses propriétés
- Le pasteur protestant hollandais Balthazar Bekker, le Monde enchanté, Amsterdam, 1694 chap 23 « Que ce qui a le plus de ressemblance, et tient cependant le moins à la magie, est le secret de trouver les sources d'eau, les mines d'or et d'argent,..., au moyen d'une petite baguette, que l'on tient à la main.
- Abbé Pirot « les curés doivent défendre l'usage de la baguette comme une chose illicite » et d'autres témoignages cités dans l'opuscule de Chevreul « de la baguette divinatoire » publié intégralement dans les Google-books . https://books.google.co.uk/books?id=kzsAAAAAQAAJ

## Instruments
La baguette utilisée traditionnellement par les sourciers, en Europe, était en forme de Y, taillée dans une branche de coudrier (ancien nom du noisetier). La pratique ayant évolué avec le temps, les baguettes utilisées aujourd'hui sont plus variées, constituées généralement de bois (noisetier mais aussi amandier, saule, etc.) ou de métal (laiton, acier, cuivre, etc.), voire de matière plastique ou composite, et peuvent prendre diverses formes.
- Baguette en forme d'Y ou de V (bois, métal, plastique, fibre de carbone)
- Deux baguettes en forme de L (métal, notamment cuivre)
- Une baguette en forme de C
- Pendule
- Antenne de Lecher

## Explications
Dans l'Antiquité, le phénomène était expliqué par l'action des dieux.
En 1810, le chimiste Eugène Chevreul remarque qu'il n'y a plus de corrélation entre le mouvement du pendule et l'objet étudié lorsqu'il ferme les yeux et que l'amplitude du mouvement diminue en immobilisant son bras et son poignet avec un support. Il en conclut qu'on ne peut pas détecter avec le pendule quelque chose qu'on ne sait pas déjà et que les mouvements sont modifiés par l'autosuggestion.
Pour le physicien Yves Rocard qui publie en 1962 Le signal du sourcier, la baguette joue le rôle de simple détecteur d'un tremblement inconscient plus ou moins prononcé des mains et provoqué par une variation géophysique du champ magnétique terrestre. La présence d'eau en sous-sol modifierait suffisamment le champ magnétique pour que des personnes « sensibles » puissent les percevoir. C'est en 1989 qu'il publie son dernier ouvrage sur le sujet : La science et les sourciers.
Entre 1964 et 1966, le comité Para refait les expériences d'Yves Rocard avec un protocole plus rigoureux en double aveugle et conclut que le sourcier ne réagit pas à un gradient du champ magnétique. Yves Rocard répond dans La science et les sourciers (p. 250 à 254) : « J'ai de fortes critiques à faire quant à la conduite des expériences de ce comité belge et plus encore à leurs comptes rendus falsifiés et stériles ».
Plusieurs expériences effectuées dans des conditions rigoureuses ont montré que les sourciers n'obtenaient pas un résultat supérieur au hasard.
Pour les sceptiques, les témoignages de réussite des sourciers s'expliquent par une bonne connaissance du sol et de la végétation, ainsi que par le hasard (l'eau étant généralement présente sous forme de grande nappe phréatique et non de ruisseaux souterrains). Le mouvement de la baguette s'explique, quant à lui, par l'effet idéomoteur et l'autosuggestion,,.

## Expériences

### Sydney
En 1980, un groupe sceptique australien organise avec James Randi un concours où il faut trouver dans quel tuyau coule de l'eau, ou savoir détecter la présence de laiton ou d'or, le prix pour le gagnant est de 40 000$. Les candidats ont vérifié le terrain et leur outil en testant la zone lorsqu'aucun tuyau ne contenait de l'eau puis avec un seul tuyau connu en contenant. Parmi les 16 participants, aucun n'a atteint le pourcentage nécessaire pour remporter le prix.
- Eau : 11 succès sur 50, 22 % de réussite, hasard moyen 10 %, attendu par les sourciers 86 %
- Laiton : 0 % de réussite, attendu 87 %
- Or : 11 % de réussite, attendu 99 %

### Munich
Entre 1986 et 1988, une expérience de grande ampleur commandée par le gouvernement allemand est conduite à l'université de Munich. Cette expérience avait pour but de déterminer si la radiesthésie était une méthode de détection fiable. Les organisateurs croyaient en l'authenticité des capacités des sourciers, et ils ont tout mis en œuvre pour le prouver avec un budget de 400 000 deutschmarks.

#### Méthodologie
Un chariot, qui portait un tuyau dans lequel circulait une masse d'eau, était placé au hasard sous un faux plancher. Le sourcier devait ensuite, à l'aide de n'importe quel ustensile de son choix (pendule, baguette…) déterminer la position de l'eau.
Un illusionniste vérifia l'installation pour éliminer les fraudes possibles ; pendant chaque essai, une personne était présente pour surveiller le sourcier et noter le résultat, cette personne ne connaissait pas la position du chariot ni le résultat précédent (double insu).
Afin d'obtenir des résultats statistiquement significatifs, l'expérience fut réalisée auprès d'un groupe de test où chaque sourcier réalisa 104 séries de 5 à 15 essais.
Plusieurs milliers de tests ont été réalisés pendant la phase préliminaire qui ont permis de sélectionner les 43 meilleurs sourciers parmi les 500 qui se sont présentés. Ces tests avaient aussi pour but de valider la méthode pour que la détection soit réalisée dans les meilleures conditions possibles. Plusieurs essais ont été réalisés avec différentes configurations : vitesse de l'eau dans le tuyau, eau salée ou contenant du sable ou des graviers et même absence d'eau.

#### Résultats
Deux ans et 843 essais plus tard, l'analyse des résultats démontra que les radiesthésistes obtenaient les mêmes résultats qu'une détection effectuée au hasard. Cependant, les sourciers notèrent que 6 radiesthésistes avaient obtenu un taux de succès significatif, et prétendirent que sur les 43 sourciers du test, seulement 6 avaient de réelles compétences mais l'expérience fut tout de même considérée comme un échec par les autorités allemandes. Les statisticiens démontrèrent que sélectionner uniquement les sujets ayant eu un taux de réussite élevé était une erreur d'analyse.
Après cet échec, Tom Napier de la Philadelphia Association for Critical Thinking (PHACT) retenta l'expérience. Même méthode et même groupe test. Mais cette fois, tout est simulé par ordinateur. Un ordinateur place virtuellement le tuyau d'eau et un autre ordinateur donne, au hasard, la position du tuyau. Les résultats sont équivalents à ceux obtenus par les sourciers lors de l'expérience de Munich. De même que 6 sourciers avaient obtenu des taux de réussite significatifs lors de l'expérience de Munich, 6 sourciers virtuels ont obtenu de bons résultats lors de l'expérience de Napier.
L'expérience menée avec un échantillon représentatif de sourciers démontre que les résultats obtenus suivent la loi normale, tout comme l'expérience par randomisation. De fait, selon cette expérience la méthode radiesthésique ne permet pas d'obtenir de meilleurs résultats que si l'on opère au hasard.

### Cassel
En novembre 1990, une étude scientifique organisée par le GWUP a eu lieu à Cassel en Allemagne,, avec la collaboration du sceptique James Randi et la Hessische Rundfunk (chaîne de radio/télévision du Land de Hesse) qui enregistre les tests. À la suite d'une annonce faite dans la presse, une centaine de sourciers prennent contact avec le GWUP. L'échange de questionnaire permet de cibler les capacités des candidats, la majorité d'entre eux disent pouvoir détecter de l'eau dans des tuyaux et quelques-uns différentes substances (métaux, charbon, pétrole, aimants, etc.).

#### Méthodologie
Deux protocoles en double aveugle sont organisés :
1. Le but est de déterminer s’il y a ou non de l'eau qui coule dans un tuyau souterrain connaissant sa position. Les participants font 30 essais et doivent obtenir au moins 25 bonnes réponses soit 83 % de réussite.
2. Trouver parmi dix boîtes en plastique celle qui contient l'objet préalablement choisi par le candidat. La condition de réussite est fixée à 8 bonnes réponses sur 10 essais.

Si un candidat réussit, il doit repasser le même test une seconde fois, s’il atteint à nouveau le seuil de réussite, il gagne le prix de 20 000 DM.
Les hypothèses par rapport au hasard sont les suivantes :
1. Les sourciers peuvent dire dans au moins 83 % des cas si de l'eau coule dans un tuyau en plastique alors que le hasard attendu est de 50 %.
2. Les sourciers peuvent dire dans au moins 80 % des cas dans quelle boîte se trouve un objet préalablement choisi alors que le hasard attendu est de 10 %.

Avant l'expérience, les candidats signent un document indiquant qu'ils acceptent le protocole, qu'ils ont eu la possibilité d'ajuster leur technique aux conditions du test pendant la phase préliminaire, et qu'ils se sentent capable de le réussir.

#### Résultats
1. Les 19 participants ont réalisé 30 essais chacun et ont obtenu entre 11 et 20 bonnes réponses (37 % à 67 %), au total cela fait 298 bonnes réponses sur 570 essais soit 52,3 %.
2. Les 13 participants ont obtenu entre 0 et 2 bonnes réponses sur 10 essais, au total 14 bonnes réponses sur 130 essais soit 10,8 %.

Le seuil de réussite fixé dans les hypothèses n'a pas été atteint. Les résultats sont très proches du hasard attendu et donc ne confirment pas l'hypothèse que les sourciers sont capables de faire mieux que le hasard. Le résultat du meilleur sourcier pour le test de l'eau (20 sur 30) reste probable puisqu'il y a 24 % de chance que deux personnes ou plus obtiennent ce score au hasard.

### Argenton-sur-Creuse
En mars 2007, l'Observatoire zététique, (OZ) a réalisé une expérience avec deux radiesthésistes dans la ville d'Argenton-sur-Creuse pendant deux jours. L'objectif était de retrouver un échantillon de métal disposant, selon les sourciers, d'un « taux vibratoire » exceptionnel. Trois expériences successives n'ont pas permis de mettre en évidence une capacité des radiesthésistes à identifier effectivement cet échantillon particulier.

#### Méthodologie
Pour chaque essai, une équipe était chargée de placer l'échantillon sous une des dix boîtes tirée au hasard. Les radiesthésistes devaient, à double insu, déterminer sous quelle boîte se trouvait l'échantillon à identifier. Dans ce protocole les radiesthésistes, sous la supervision de deux assesseurs, étaient libres de travailler comme ils l'entendaient et le temps pour chaque essai n'était pas limité. L'analyse statistique a permis de comparer leur performance avec ce qu'aurait pu être une performance réalisée au hasard. Trois expériences de 7, 10 et 32 essais ont été réalisées.
Une demi-journée était consacrée aux essais à blanc et à la vérification des conditions expérimentales. Pendant celle-ci, les radiesthésistes ont identifié les points de la salle qui pouvaient, pour une raison quelconque, influer négativement sur leurs recherches. Ils ont vérifié, à l'aide de leurs instruments, qu'ils pouvaient correctement identifier les échantillons et ont réalisé des tests leur permettant de s'assurer que leur performance serait optimale.

#### Résultats
Aucune des trois expériences n'a donné de résultat significatif. Lors de la première expérience, sept essais ont été réalisés. Le résultat attendu pour considérer que celle-ci était un succès était de quatre réussites. L'échantillon a été retrouvé une fois. La deuxième expérience comprenant dix essais, cinq réussites étaient nécessaires pour considérer que celle-ci était un succès. L'échantillon n'a été retrouvé que deux fois. La troisième expérience a porté sur 32 essais. Un minimum de neuf réussites était attendu. L'échantillon a été correctement identifié quatre fois seulement.
Ce protocole expérimental a été mis en place sur la base de deux affirmations. La première était que les échantillons testés disposaient, selon la terminologie radiesthésique[réf. nécessaire], d’un « taux vibratoire élevé et inhabituel »[Quoi ?]. La seconde était que, grâce à ce « taux exceptionnel », ces échantillons pouvaient être mesurés et/ou identifiés par des moyens radiesthésiques. S’il est impossible de prouver logiquement que les échantillons ne « vibrent »[Quoi ?] pas, ni que les radiesthésistes n’ont pas de sensibilité spécifique, la tentative de mettre en évidence la particularité de ces échantillons par la radiesthésie s'est soldée par un échec. Les résultats sont proches de ce que donnerait, en moyenne, une performance réalisée au hasard.

#### Expériences
- (en) Testing Dowsing, The Failure of the Munich Experiments Descriptions, analyse statistiques et schémas.
- Chevreul, La baguette divinatoire, 1854
- (en) The Kassel Dowsing Test: Part 1 Détails de l'expérience avec schémas et photos.
- Expérience d'Argenton. Rapport expérimental de l'observatoire zététique Descriptions, analyse statistiques et schémas, documents et données, photographies.